# Aeroportul Quelimane
Aeroportul Quelimane (IATA: UEL, ICAO: FQQL) este un aeroport din Quelimane, Quelimane (distrito)⁠(d), Provincia Zambezia, Mozambic ce deservește zona Quelimane. Aeroportul a fost tranzitat în 2021 de 60.000 de pasageri. A fost numit după zona deservită.
Situat la o altitudine de 11 m, aeroportul dispune de o singură pistă.